# Interactive Unix
Allgemein bezeichnet Interactive Unix die Unix-Betriebssysteme des Unternehmens INTERACTIVE Systems Corp (ISC) in Santa Monica (USA, Kalifornien). Im Speziellen ist damit aber häufig das Betriebssystem INTERACTIVE UNIX System V/386 (ursprünglich 386/ix) aus der System-V-Familie gemeint.

## Geschichte

### IS/1, IS/3 und IS/5
1978 veröffentlichte das Softwareunternehmen INTERACTIVE Systems Corporation (ISC) mit dem Betriebssystem IS/1 das erste kommerzielle UNIX-Betriebssystem. Auf Basis von UNIX V6 (6th Edition) unterstützte IS/1 damals die meisten PDP-11 Systeme.
1983 wurde das auf Basis von UNIX System III weiterentwickelte IS/3 veröffentlicht, welches auch die Minirechner-Architekturen VAX und MicroVAX unterstützte. In Deutschland übernahm das Unternehmen Danet in Darmstadt den Vertrieb sowie die technische Unterstützung der Kunden. Ihrerseits wurde Danet dabei von AT&T über Bell Telephone in Amsterdam unterstützt.
Da der Markt für Minirechner des Herstellers Digital Equipment Corporation (DEC) zunehmend Konkurrenz erhielt, wurde 1984 nach der Veröffentlichung der auf UNIX System V basierenden Version IS/5 die Weiterentwicklung dieser Linie eingestellt.

### PC/ix
Im März 1983 wurde vom Unternehmen IBM mit dem IBM XT der erste PC mit Festplatte vorgestellt. Hierfür würde frühzeitig das Unternehmen ISC mit der Entwicklung eines UNIX-Betriebssystems beauftragt, so dass die erste Version des Betriebssystems PC/ix (Personal Computer Interactive eXecutive), einer frühen Portierung von IS/3 bereits 1982 fertiggestellt werden konnte.
Der IBM XT verfügte über 640 KB Speicher und 10 MB Festplattenspeicher – Netzwerke waren damals aber noch nicht im Einsatz. Um dennoch das simultane Arbeiten von bis zu drei Anwendern zu ermöglichen, konnten über zwei serielle Schnittstellen zusätzliche Terminals betrieben werden. Häufig jedoch wurde davon bereits eine für den Anschluss der damals üblichen Typenraddrucker verwendet, so dass nur ein zusätzliches Terminal betrieben werden konnte.
Das Betriebssystem wurde in einem schwarzen Schuber mit der damals für IBM charakteristischen roten Rose ausgeliefert. Primärer Einsatzzweck für PC/ix war das Desktop-Publishing (DTP). Hierfür entwickelte ISC das zu troff kompatible Textverarbeitungssystem IN/text und lieferte dies mit PC/ix aus.

### 386/ix
1984 erschien unter dem Namen IN/ix eine weiterentwickelte Version mit Unterstützung für Intel 80286 Prozessoren. Darauf aufbauend veröffentlichte ISC 1985 das Betriebssystem 386/ix, wobei die Basis des Quelltextes auf UNIX System V Release 3.0 aktualisiert wurde. 386/ix unterstützte bereits die aufkommende 32-Bit-Architektur des Intel 80386 Prozessors. Um eine höchstmögliche Kompatibilität zur Microsofts UNIX-Derivat Xenix zu erreichen, wurden zusätzlich Komponenten aus diesem in das System aufgenommen.
Im Laufe der Folgejahre wurde 386/ix auf der Basis von UNIX System V Release 3.2 weiterentwickelt und später unter dem Markennamen INTERACTIVE UNIX vertrieben. Da SCO mit dem Konkurrenzprodukt SCO Unix erfolgreicher war, blieb aber INTERACTIVE UNIX eher ein Nischendasein beschieden.

### INTERACTIVE UNIX System V/386

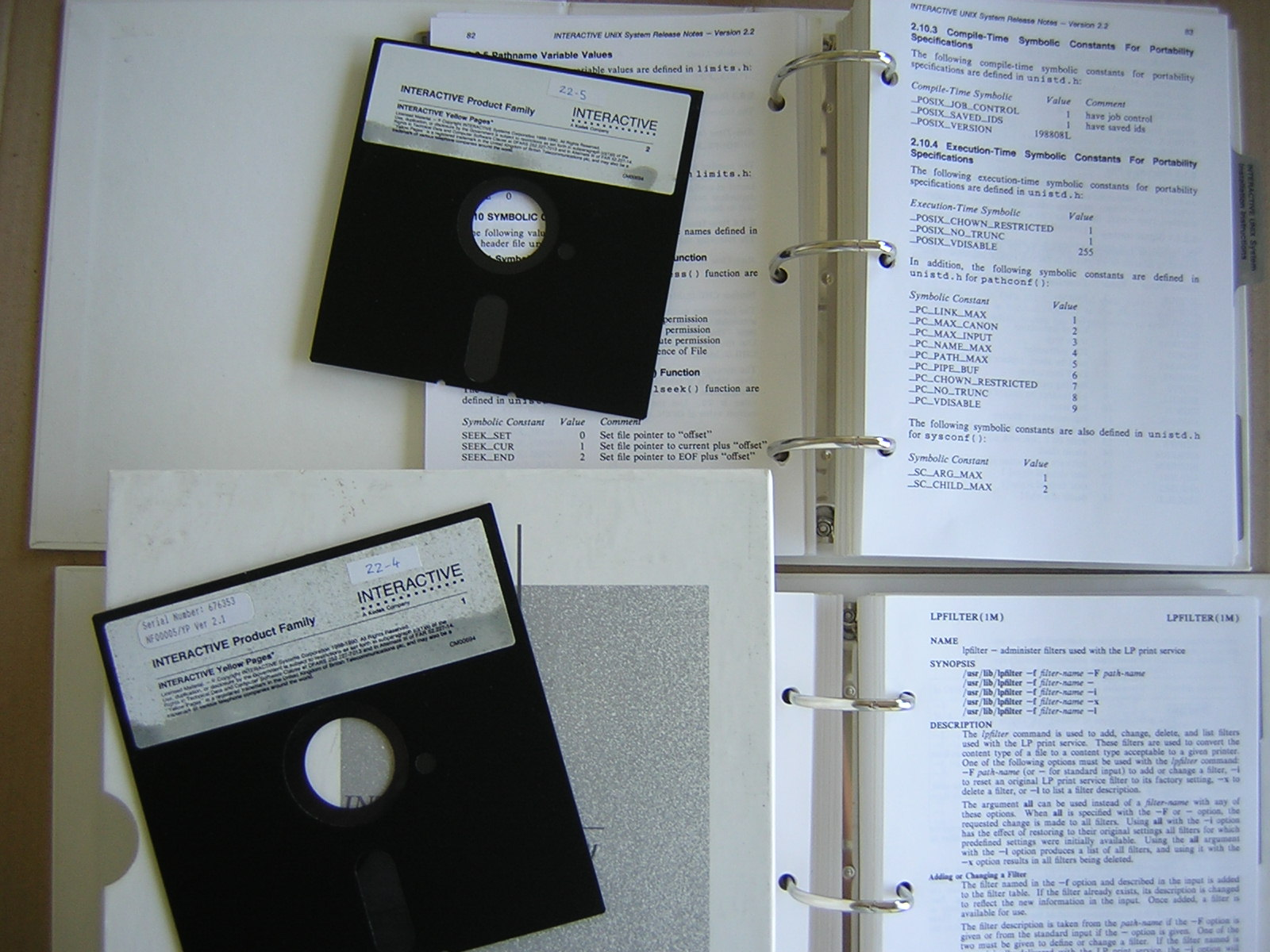
Das Handbuch von INTERACTIVE UNIX

Als AT&T mit Release 4 von UNIX System V eine weitere Unix-Version herausbrachte, aktualisierte auch INTERACTIVE das eigene Produkt. Zum gleichen Zeitpunkt hatte inzwischen Intel mit Intel Unix System V/386 ein eigenes Unix-Derivat herausgebracht, das jedoch bald wieder eingestellt wurde.
Im September 1991 verkaufte Eastman Kodak den Geschäftszweig INTERACTIVE Systems Products Division an SunSoft (eine Tochter von Sun Microsystems), welche das Produkt INTERACTIVE UNIX unter diesem Namen weiterführte. Durch den Kauf konnte Sun wertvolles Know-how aus dem Bereich PC-Unix zur Entwicklung von Solaris 2.0 für x86 erwerben. Im Juli 1998 wurde mit INTERACTIVE UNIX System V/386 4.1.1 die letzte Version von INTERACTIVE UNIX veröffentlicht und im Juli 2006 die Unterstützung durch Sun schließlich eingestellt.

## Versionsgeschichte
| Version | Veröffentlichung | Anmerkungen |
| ------- | ---------------- | --- |
| IS/1    | 1978             | Erstes kommerzielles UNIX-Derivat, basierend auf UNIX V6 (6th Edition), Unterstützung von PDP-11 Systemen                                        |
| PC/ix   | 1982             | Nebenzweig der Entwicklung mit Unterstützung für IBM XT, auf Basis einer frühen Version von IS/3, Desktop-Publishing (DTP) Betriebssystem        |
| IS/3    | 1983             | Weiterentwickelte Version von IS\1 auf Basis von UNIX System III, Erweiterung der Unterstützung auf VAX und MicroVAX                             |
| IS/5    | 1984             | Letzte Version der Produktlinie für PDP-11, VAX und MicroVAX, Spätere Weiterentwicklung durch IBM in IBM IX/370 zur Unterstützung von System/370 |
| 386/ix  | 1985             | Weiterentwicklung von PC/ix und Portierung von UNIX System V auf i386, basierend auf UNIX System V/286                                           |
| 2.0     | 1988             | Umbenennung in UNIX Interactive (bzw. INTERACTIVE UNIX System V/386 Release 3.2), Änderung der Codebasis auf UNIX System V/386 Release 3.2       |
| 2.2     | 1990             | Interactive Systems Corp., Santa Monica: INTERACTIVE UNIX System V/386 Release 3.2 Version 2.2                                                   |
| 3.0     | 1992             | Interactive Systems Corp., Santa Monica: INTERACTIVE UNIX System V/386 Release 3.2 Version 3.0                                                   |
| 4.0     | 1994             | SunSoft: INTERACTIVE UNIX System V/386 Release 3.2 Version 4.0                                                                                   |
| 4.1     | 1996             | SunSoft: INTERACTIVE UNIX System V/386 Release 3.2 Version 4.1                                                                                   |
| 4.1.1   | 21. Juli 1998    | Letzte veröffentlichte Version: INTERACTIVE UNIX System V/386 Release 3.2 Version 4.1.1, Ende des Supports von Sun Microsystems am 23. Juli 2006 |